# Kære farfar
|  | Denne artikel er oprettet af botten Steenthbot ud fra en ekstern database. Den kan derfor have sproglige fejl eller mangler. Denne skabelon kan fjernes efter kontrol af indholdet. |

Kære farfar er en dansk filmskolefilm fra 2019 instrueret af Andreas Jacob Jenrich.

## Handling
En ung dreng er afhængig af computer og elektronik. Men pludselig går det op for ham, at der er andre værdier og glæder i livet end elektronik.

## Medvirkende
- Mathias Johanning, Nicklas
- Nathali Herold Solon Pilegaard, Nicklas' mor